# Leping, Guangdong
Leping (kinesiska: 乐平) är en köping i sydöstra Kina. Den ligger i stadsdistriktet Sanshui i staden Foshan i  provinsen Guangdong, omkring 29 kilometer nordväst om provinshuvudstaden Guangzhou. Antalet invånare är 134 508. Befolkningen består av 53 004 kvinnor och 81 504 män. Barn under 15 år utgör 11,0 %, vuxna 15-64 år 83 %, och äldre över 65 år 5,0 %.